# Colotois nuda
Colotois nuda là một loài bướm đêm trong họ Geometridae.